# Astatotilapia flaviijosephi
Astatotilapia flaviijosephi là một loài cá thuộc họ Cichlidae. Loài này có ở Israel và Syria.
Môi trường sống tự nhiên của chúng là sông ngòi, hồ nước ngọt, và suối nước ngọt. Chúng hiện đang bị đe dọa vì mất nơi sống.